# Nibbio (personaggio)
Nibbio è un personaggio immaginario presente ne I promessi sposi, romanzo di Alessandro Manzoni.

## Descrizione
È il capo dei bravi al servizio dell'Innominato, e come scrive Manzoni nel capitolo XX, è uno de' più destri e arditi ministri delle sue enormità. Non viene descritto fisicamente, ma si capisce che è una persona scaltra e rapida ad eseguire gli ordini (il nome Nibbio si riferisce indubbiamente al rapace), e molto robusta e massiccia di aspetto in quanto l'Innominato si riferisce a lui chiamandolo «quel bestione del Nibbio!». Il personaggio riveste un ruolo cruciale nella trama, in quanto sblocca una situazione di stallo che si era creata, rapendo Lucia Mondella da Monza, e avviando la conversione dell'Innominato.
Viene menzionato sempre come il Nibbio, con l'articolo determinativo prima del nome.

## Biografia del personaggio

### Il rapimento di Lucia

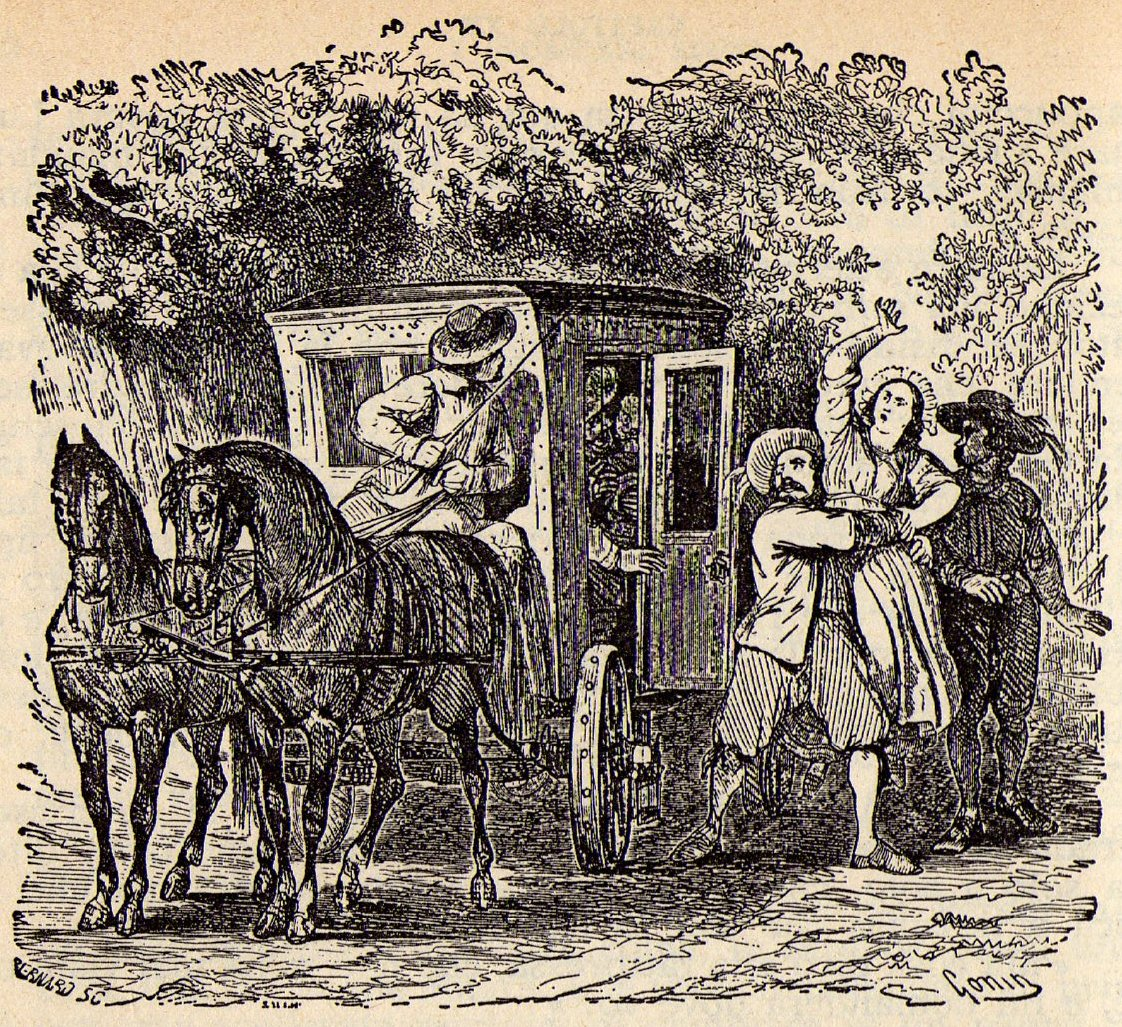
Il rapimento di Lucia

Il Nibbio appare per la prima volta nel capitolo XX, perché incaricato di rapire Lucia tenuta a Monza da Gertrude. L'Innominato non ebbe dubbi nel chi scegliere per questa delicata missione, in quanto ha fede nel suo più ardito ministro, che inoltre ha anche una corrispondenza con Egidio.
L'Innominato gli ordina di rapire Lucia a Monza, ma comunque di dimostrarsi sempre gentile con lei durante l'operazione. Il Nibbio rapisce Lucia attirandola in una trappola, dopodiché la carica su una carrozza, dirigendosi verso il castello del suo signore. In un primo momento, la ragazza sviene di paura, nonostante le rassicurazioni dei bravi. Il Nibbio inoltre, adempiendo al meglio agli ordini del padrone, tenta di tranquillizzare la giovane e sgrida gli altri suoi complici per il loro comportamento rozzo che può spaventarla, ordinando loro di metter via le armi.
(Il Nibbio sgrida gli altri bravi, Capitolo XX)
(Il Nibbio a Lucia, Capitolo XX)
Durante il tragitto, nonostante il Nibbio tenti di farle capire che non c'è da temere niente, Lucia non la smette di lamentarsi e alla fine decide di abbandonarsi alla preghiera, singhiozzando. Giunti a destinazione, il Nibbio viene chiamato a rapporto dall'Innominato.

### La compassione
Nel capitolo XXI assistiamo al colloquio tra il Nibbio, appena tornato dalla missione assegnatagli, e il suo padrone. Alla richiesta dell'Innominato di raccontargli l'esito della vicenda, il bravo spiega che tutto è andato a puntino, ma conclude la sua relazione con una congiunzione che preoccupa il padrone: "Ma...". L'Innominato, che avverte nel comportamento del Nibbio qualcosa che mai aveva avvertito prima, chiede ulteriori spiegazioni.
- Nibbio: Ma... dico il vero, che avrei avuto più piacere che l'ordine fosse stato di darle una schioppettata nella schiena, senza sentirla parlare, senza vederla in viso. 
Innominato: Cosa? Cosa? Che vuoi tu dire? 
 Nibbio: Voglio dire che tutto quel tempo, tutto quel tempo... m'ha fatto troppa compassione.

L'Innominato rimane turbato dall'affermazione del Nibbio, che lo porta a temere Lucia, diventata l'unica persona ad essere riuscita a far provare compassione al suo bravo più crudele. Il Nibbio non aveva mai provato compassione prima d'ora, è confuso, e alla domanda del suo padrone "Che sai tu di compassione?" risponde:
(Capitolo XXI)
Durante il tragitto, i pianti, i singhiozzi e le preghiere della giovane Lucia hanno riscaldato quella freddezza d'animo dello sgherro più crudele e bestiale. La preghiera a Dio, affinché potesse cambiare il cuore degli uomini malvagi, ha agito sul Nibbio, seppur in maniera leggera, mentre agirà successivamente nell'Innominato stesso, in maniera totale. La prima reazione del signore alla compassione mostrata dal Nibbio è quella di cacciare Lucia, "Compassione al Nibbio! Come può aver fatto costei?", è intimorito e non sa come comportarsi.
La vicenda del Nibbio e la sua definizione di compassione saranno il punto di avvio della celebre conversione dell'Innominato. Dopo il capitolo XXI, il Nibbio non compare più nel romanzo. Dopo la conversione dell'Innominato, si scopre che molti suoi bravi se ne sono andati al servizio di altri padroni, mentre alcuni sono rimasti, non avendo posto dove andare, ma pochi si sono convertiti. Non viene però specificata la situazione del Nibbio, e non è dunque dato sapere se se ne sia andato oppure sia rimasto al servizio dell'Innominato. Si sa solo che è sopravvissuto sia alla marcia dei Lanzichenecchi, sia alla peste.